# ConRuhr
ConRuhr (Konsortium der Ruhr-Universitäten) ist ein  Koordinationsbüro für internationale Hochschulkooperation, das 2004–2011 von der Universitätsallianz Metropole Ruhr (UAMR: Ruhr-Universität Bochum, Technische Universität Dortmund und Universität Duisburg-Essen) gegründet wurde. Diese drei Universitäten sind gekennzeichnet durch eine enge Zusammenarbeit und gemeinsame Initiativen, insbesondere auf dem Gebiet der international vernetzten Lehre und Forschung.
ConRuhr unterhält eigene Büros in New York, Moskau, São Paulo und Rio de Janeiro. Diese fungieren als Kontakt- und Informationsvermittlungsstellen und verfolgen das Ziel, durch Unterstützung des Austauschs von Wissenschaftlern, Lehrenden und Studierenden sowie durch Wissenstransfer zwischen den drei UAMR-Universitäten einerseits und Hochschulen in Osteuropa und Südamerika andererseits zur Internationalisierung der Wissenschaft und Bildung beizutragen, sowie das Ruhrgebiet als einen hervorragenden Standort der akademischen Exzellenz zu präsentieren.
ConRuhr unterscheidet sich vom Deutschen Akademischen Austauschdienst (DAAD) dadurch, dass es für Kontakte auf Hochschulebene, nicht aber für individuelle Studien- oder Forschungsaufenthalte zuständig ist. 
Das für die GUS zuständige Büro ConRuhr Russia hat seinen Sitz im Deutsch-Russischen Institut der Staatlichen Universität für Eisenbahn- und Transportwesen MIIT in Moskau. Es bringt im Monatstakt ein Newsletter in russischer Sprache heraus, das russische Hochschulen über Profil, Forschung und Studienmöglichkeiten der UAMR informiert und in seiner Aktualität und Regelmäßigkeit einzigartig ist.